# At Mickey Cohen's Thursdaynight Pokergame
At Mickey Cohen's Thursdaynight Pokergame är Chickenpox' debutalbum, utgivet 1996 på Burning Heart Records.

## Låtlista
Alla låtar är skrivna av Chickenpox.
1. "Anything You Say"
2. "Running Late"
3. "I Don't Believe You"
4. "I Won't Change"
5. "Thirtysomethingrestlesslife"
6. "Defence"
7. "Stupid"
8. "Sitting on My Roof"
9. "Rob a Bank"
10. "Pretty Face"
11. "The Night Johnny Tosh Was Killed"

## Personal
- Mattias Ahlén - sång
- Michael Blair - bakgrundssång, synth, slagverk, tekniker, producent
- Tomas Ebrelius - fiol, viola
- Björn Engelmann - mastering
- Erica Ericson - cello
- Jessika Göransson - fiol
- Hans Herrlander - omslagsfoto
- Martin Johansson - saxofon
- Morgan Libert - bas
- Fredrik Nyman - foto
- Staffan Palmberg - trombon
- Peter Swedenhammar - trummor
- Per Törnquist - orgel, gitarr
- Max B Uvebrandt - gitarr, sång
- Niklas Wendt - artwork
- P J Widestrand - mixning
- Jörgen Wärnström - inspelning

### Fotnoter
1. 1 2  ”At Mickey Cohen's Thursdaynight Pokergame”. Discogs.com. http://www.discogs.com/Chickenpox-At-Mickey-Cohens-Thursdaynight-Pokergame/release/1402276. Läst 14 april 2012.